# West Tisted
West Tisted – wieś w Anglii, w hrabstwie Hampshire, w dystrykcie East Hampshire. Leży 22 km na wschód od miasta Winchester i 83 km na południowy zachód od Londynu.